# 莫德斯托·瓦莱
莫德斯托·瓦莱（義大利語：Modesto Valle，1893年3月15日—1979年6月7日），意大利男子足球运动员，司职后卫。他曾代表意大利国奥队参加1912年夏季奥林匹克运动会足球比赛，获得第九名。